# Collotheca quadrilobata
Collotheca quadrilobata is een raderdiertjessoort uit de familie Collothecidae. De wetenschappelijke naam van deze soort is voor het eerst geldig gepubliceerd in 1892 door Hood.